# Frans Jozef I van Liechtenstein
Frans Jozef I van Liechtenstein (Milaan, 19 november 1726 - Metz, 18 augustus 1781), was vorst van Liechtenstein van 1772 tot zijn dood in 1781.
Hij werd geboren in Milaan en kreeg de namen: Frans de Paula Jozef Johan Nepomuk Andreas, met als roepnamen Frans Jozef. Hij was een zoon van vorst Emanuel van Liechtenstein (1700-1771) en Maria Anna Antonia, gravin van Dietrichstein-Weichselstädt, barones van Hollenburg en Finkenstein (1706-1777). Hij kreeg zeven jongere broers: Karel, Filips, Emanuel, Johan, Anton, Jozef en Leopold. Daarnaast kreeg hij ook nog eens vijf jongere zusjes: Maria Amalia, Maria Anna, Francisca, Maria Christina en Maria Theresia. Zijn zusje Francisca huwde met prins Charles-Joseph de Ligne. Frans Jozef was een neefje van vorst Jozef Wenceslaus van Liechtenstein. Omdat Jozef Wenceslaus geen mannelijke nakomelingen had, werd Frans Jozef in 1772 aangewezen als de nieuwe vorst van Liechtenstein. 
Meteen in 1748, na de dood van vorst Johan Nepomuk Karel, werd Frans Jozef benoemd tot troonopvolger van Jozef Wenceslaus, want de jongste zoon van Jozef Wenceslaus, Filips Ernst, was in 1723 al overleden. Jozef Wenceslaus ontfermde zich over de jonge prins, en nam hem mee op zijn veldslagen. Onder andere naar Noord-Italië, waar op 16 juni 1746 de Slag om Piacenza plaatsvond. De slag werd uiteindelijk gewonnen door het Heilige Roomse Rijk (ook wel de Habsburgse monarchie), dit was een positieve overwinning, want Liechtenstein behoorde in die tijd tot het Heilige Roomse Rijk.
In 1763 reisde Frans Jozef in naam van keizer Frans I Stefan, af naar Spanje. Hij moest in Spanje een portret van aartshertog Peter Leopold afleveren aan het hof van koning Karel III. Het was namelijk de bedoeling dat Peter Leopold zou trouwen met infante Maria Louisa, een dochter van Karel III. Het huwelijk vond later plaats in 1764. 
Toen Jozef Wenceslaus in 1772 stierf werd Frans Jozef de nieuwe vorst van Liechtenstein. Als vorst had hij zeer veel interesse in de economische problemen waarmee Liechtenstein in die tijd te kampen had. 
Frans Jozef werd in 1771 benoemd tot lid in de Orde van het Gulden Vlies. Vorst Frans Jozef stierf in 1781 en werd opgevolgd door zijn zoon, vorst Alois I.

## Huwelijk en kinderen
Frans Jozef trad op 6 juli 1750 in het huwelijk met Marie Leopoldina, gravin van Sternberg (1733-1809), een lid van de Boheemse adel. Uit dit huwelijk werden acht kinderen geboren:
- Jozef Frans (6 juli 1752 - 17 februari 1754)
- Leopoldina Maria (30 januari 1754 - 16 oktober 1823), huwde landgraaf Karel Emanuel van Hessen-Rotenburg.
- Maria Antonia (14 maart 1756 - 1 december 1821), werd non.
- Frans de Paula Jozef (19 mei 1758 - 15 augustus 1760)
- Alois Jozef (14 mei 1759 - 24 maart 1805), was vorst van Liechtenstein. Hij huwde met gravin Caroline van Manderscheid.
- Johannes Jozef (24 juni 1760 - 20 april 1836), was vorst van Liechtenstein. Hij huwde Josephine Sophie zu Fürstenberg-Weitra.
- Filips Jozef (2 juli 1762 - 18 mei 1802), bleef ongehuwd.
- Maria Josepha (13 april 1768 - 8 augustus 1845), huwde met Nicolaas, de vorst van Esterházy von Galántha

Karel I · Karel Eusebius · Hans Adam I · Jozef Wenceslaus · Anton Florian · Jozef Johan Adam · Jozef Wenceslaus · Johan Nepomuk Karel · Jozef Wenceslaus · Frans Jozef I · Alois I · Johannes I Jozef · Alois II · Johannes II · Frans I · Frans Jozef II · Hans Adam II